# Кузнецова, Валентина Николаевна
Валенти́на Никола́евна Кузнецо́ва (род. 10 марта 1948) — российская переводчица

, филолог-классик и библеист, комментатор Нового Завета, богослов, редактор издательства «Русский язык».

## Биография
Родилась в деревне[какой?] Гродненской области Белоруссии недалеко от Слонима. Семья была многоконфессиональной, родители исповедовали православие, бабушка — католицизм, тётя — баптизм. Окончила школу в Минске. Была пионеркой, комсомолкой. Поступила в Институт иностранных языков. Выйдя замуж, переехала в Москву, где поступила на филфак МГУ и окончила его с красным дипломом и перешла на работу в издательство «Русский язык».
С 1979 по 1990 (12 лет), после окончания МГУ, была духовной дочерью священника А. Меня. По благословению и с непосредственным участием в середине 1980-х годов начала работу над переводом «Радостной вести». В начале 1990-х годов отдельные части Нового Завета в переводе В. Н. Кузнецовой публиковались издательством «Наука».
С 1991 года В. Н. Кузнецова — научный сотрудник РБО.
В 1992—1993 годах прошла стажировку в Абердинском университете (Шотландия) под руководством видного библеиста Пола Эллингворта, получила степень магистра богословия.

## Взгляды
Кузнецова полагает, что апостол Павел — «большой хитрец», Иисус Христос — «великий провокатор», а «Небеса — это Бог». Она также считает, что «виновата Церковь, она внушает этот дух, в котором нет веселья». На свадьбе в Кане Галилейской Иисус превратил в вино от 600 до 700 литров воды. Кузнецова отмечает, что Иисус «гиперболизирует».
- «Беда, когда у нас есть мнение, что это (Библия) какой-то особый священный текст»[3];
- «Беда христианства в том, что оно стало одной из религий»[6].

О конфликте между переводчиками РБО высказалась в интервью В. Н. Кузнецова.

## Критика
Переводы Библии Кузнецовой критикуют за использование «базарной ругани», «примитивного языка» и «профанацию священного текста». Например, вместо «развращённые умом» использовано слово «безмозглые» (2Тим. 3:8), тогда как в оригинале стоит фраза κατεφθαρμένοι τὸν νοῦν (нун это не «мозг», а «ум», а катафтхарменой означает не «отсутствие», а «повреждение»).

## Работы
- Новый Завет в переводе с древнегреческого В. Н. Кузнецовой (вариант до редактирования РБО)